# Vale da Custa
Vale da Custa est un village de l'île de Santiago au Cap-Vert.

## Description
Vale da Custa est situé à 2 km au nord-ouest de la baie de São Francisco, à 6 km au sud-est de Ribeirão Chiqueiro et à 9 kilomètres au nord-est de la capitale Praia. 
Vale da Custa fait partie de la municipalité de São Domingos et de la freguesia de Nossa Senhora da Luz.
Le phare de Ponta do Lobo se trouve à 4 km à l'est du village, sur le cap Ponta do Lobo, près du point le plus oriental de l'île.
Vale da Custa est desservi par la route nationale EN3-ST01 qui relie Praia Nord à Vale da Custa.
Vale da Custa a été le premier village du Cap-Vert à disposer d'une électrification rurale avec un micro-réseau hybride, photovoltaïque et éolien. La petite centrale électrique a été mise en service en septembre 2012. La cérémonie d'ouverture a été présidée par le Premier ministre du Cap-Vert, M. José Maria Neves, et le président des Canaries, M. Paulino Rivero. 
La coopération au développement des îles Canaries a financé le projet.

## Subdivisions
- Fundo
- Ponta
- Ponta Baixo
- Ponta Riba

## Population
Au recensement de 2010, la localité comptait 378 habitants.